# SC Berliner Amateure
SC Amateure Berlin is een Duitse voetbalclub uit Kreuzberg, een stadsdeel van de hoofdstad Berlijn.

## Geschiedenis
De club werd in 1920 opgericht door een voormalig lid van Berliner SV 92. De club klom al snel op naar de tweede klasse van de Brandenburgse competitie, echter slaagde de club er nooit in om op het hoogste niveau te spelen. 
Na de Tweede Wereldoorlog werden alle voetbalclubs opgedoekt. Onder de naam SG Kreuzberg-Ost ging de club opnieuw aan de slag en op 1 augustus 1949 werd terug de oude naam aangenomen. Eind jaren zestig promoveerde de club naar de Amateurliga Berlin, in die tijd de derde klasse in Duitsland. Na drie jaar degradeerde de club en verdween de club in de anonimiteit. In de jaren negentig en nog een keer in 2012 speelde de club nog in de Bezirksliga, maar een terugkeer in de hogere Berlijnse klasse lukte niet meer. De club is wel een van de weinige in Berlijn die nog nooit met een andere club fuseerde. 
In 2024 promoveerde de club naar de Landesliga.

Staffel 1:
BSV Al-Dersimspor ·
Empor Berlin II ·
Berliner SV 92 ·
SC Borsigwalde ·
VfB Concordia Britz ·
SV Stern Britz ·
BSC II ·
FC Internationale ·
Köpenicker FC ·
Eintracht Mahlsdorf II ·
BFC Meteor 06 ·
BFC Preussen II ·
TSV Rudow ·
FSV Berolina Stralau ·
Türkiyemspor ·
Viktoria 1889 Berlin II ·

Staffel 2:
Blau-Weiß 90 Berlin ·
SC Berliner Amateure ·
Berolina Mitte ·
Friedenauer TSC ·
FSV Hansa 07 ·
VfB Hermsdorf ·
BSV Hürtürkel ·
FC Internationale II ·
SF Kladow ·
FC Liria ·
FC Stern Marienfelde ·
DJK SW Neukölln ·
1. FC Novi Pazar 95 ·
Steglitzer SC Südwest 1947 ·
SFC Stern 1900 II ·
Wittenauer SC Concordia